# 유기 (교동강왕)
교동강왕 유기(膠東康王 劉寄, ? ~ 기원전 121년)은 중국 전한의 제후왕으로, 교동왕이다. 경제와 왕부인의 아들이다.

## 생애
경제 중2년(기원전 148년) 4월 을사일, 동복 형 유월과 함께 제후왕으로 봉해졌다. 봉국은 교동나라로, 원래 이복형 유철의 봉국이었는데 유철이 태자가 되면서 폐지됐었다.
회남왕 유안이 모반을 준비한다는 말을 듣고서 사사로이 무기를 갖춰 유안이 반란을 일으킬 때를 준비했다. 나중에 회남왕의 모반 사건을 조사하면서 유기에 대한 증언도 나왔다. 유기는 무제와 가장 친했으므로 마음에 상처를 입어 병이 나 끝내 죽었다. 교동강왕 28년(기원전 121년)에 죽었다.
유기는 왕후 정씨와의 사이에서 아들이 없어서 다른 부인에게서 낳은 유현을 태자로 세웠는데, 유현의 어머니를 사랑하지 않았고 막내아들 유경의 어머니를 사랑했기에 유경을 후사로 세우고 싶어했다. 그러나 계승의 반차를 어기는 것이고, 또 이미 회남왕의 모반 때 사사로이 무장한 잘못이 있어서 감히 이를 황제에게 말하지 못하고 있다가 후사를 미처 정하지 못하고 죽었다. 무제는 이를 듣고 유기를 불쌍히 여겨, 유현은 교동왕으로 삼아 교동강왕의 제사를 받들게 하고 유경에게는 옛 형산나라 땅을 줘 육안왕으로 삼았다.

## 가계
- 전한 경제
  - 교동강왕 유기
    - 교동애왕 유현
    - 고우양후(臯虞煬侯) 유건(劉建)[9][10]
    - 위기양후(魏其煬侯)[9] 혹 위기창후(魏其暢侯)[10] 유창(劉昌)
    - 사자후(祀玆侯)[9] 혹 축자후(祝茲侯)[10] 유연년(劉延年)
    - 육안공왕 유경

유건, 유창, 유연년 모두 원봉 원년(기원전 110년) 5월 병오일에 봉해졌다.